# Shotcut
Shotcut ist eine freie, plattformübergreifende Videoschnittsoftware, die zahlreiche Audio- und Videoformate unterstützt. Sie läuft auf den Betriebssystemen Linux und FreeBSD, MacOS sowie Windows. Shotcut steht unter der freien GNU General Public License und kann kostenlos genutzt und weitergegeben werden.
Shotcut unterstützt zahlreiche moderne Audio- und Videoformate dank der Integration von FFmpeg, einer Programmbibliothek, die digitales Video- und Audiomaterial aufnehmen, konvertieren, senden (streamen) und in verschiedene Containerformate verpacken kann. Shotcut verwendet eine Zeitleiste für die nicht-lineare Videobearbeitung von mehreren Spuren, die aus verschiedenen Dateiformaten zusammengesetzt sein können. Es erlaubt die Bearbeitung gängiger Bildformate sowie Bildsequenzen. Shotcut bietet außerdem Unterstützung für 4K- und 8K-Auflösungen, Webcam- und Audioaufnahmen, und ermöglicht die Wiedergabe von Netzwerk-Streams. Die Verarbeitung kann durch die GPU unterstützt werden. Es stehen eine Reihe von Video- und Audiofiltern zur Verfügung. Zu den fortgeschrittenen Funktionen gehören das Erstellen, Importieren, Bearbeiten und Exportieren von Untertiteln in Formaten wie SRT, VTT, ASS und SSA sowie die native Timeline-Bearbeitung ohne vorherigen Import. Mit Features wie Multiformat-Timelines, Frame-genauem Suchen, einem breiten Angebot an Generatoren und der Option zur Bearbeitung und zum Export von Videodateien mit Alphakanal richtet sich Shotcut sowohl an Hobbyisten als auch an fortgeschrittene Nutzer.
Die mit dem GUI-Toolkit Qt erstellte Benutzeroberfläche ist auf Deutsch, Englisch und in ca. 10 weiteren Sprachen erhältlich. Es existieren deutschsprachige Dokumentationen und Video-Tutorials.